# 金鐘獎節目類節目創新獎
金鐘獎節目類創新獎是由文化部影視及流行音樂產業局在臺灣舉辦的現行頒發獎項，2016年第51屆金鐘獎開始設立節目創新獎。

## 歷屆得獎暨入圍名單
|  | 獲獎者 |

### 最具創意節目獎（第15屆）
| 年度 （屆數）   | 電視作品                  |
| --------------- | ------------------------- |
| 1980 （第15屆） | 《愛心》／中國電視公司    |
| 1980 （第15屆） | 《面對面》／中華電視台    |
| 1980 （第15屆） | 《智商一八○》／中華電視台 |

### 節目創新獎（第51屆～第56屆）
| 年度 （屆數）   | 電視作品                                                                                      |
| --------------- | --------------------------------------------------------------------------------------------- |
| 2016 （第51屆） | 《全球中文音樂榜上榜》／聯利媒體股份有限公司                                                  |
| 2016 （第51屆） | 《一字千金》／全能製作股份有限公司                                                            |
| 2017 （第52屆） | 《水下三十米》／動能意像製作有限公司                                                          |
| 2017 （第52屆） | 《一字千金榜中榜》／全能製作股份有限公司                                                      |
| 2017 （第52屆） | 《大腦先生》／財團法人公共電視文化事業基金會                                                  |
| 2017 （第52屆） | 《世界翻轉中》／聯利媒體股份有限公司                                                          |
| 2017 （第52屆） | 《全球中文音樂榜上榜》／聯利媒體股份有限公司                                                  |
| 2018 （第53屆） | 客家劇場–《台北歌手》／內容物數位電影製作有限公司                                             |
| 2018 （第53屆） | 《青春發言人》／財團法人公共電視文化事業基金會                                                |
| 2018 （第53屆） | 《飛閱文學地景》／民間全民電視股份有限公司                                                    |
| 2018 （第53屆） | 《藝術很有事》／財團法人公共電視文化事業基金會                                                |
| 2019 （第54屆） | 《台灣特有種》／財團法人公共電視文化事業基金會                                                |
| 2019 （第54屆） | 《我們與惡的距離》／大慕影藝國際事業有限公司                                                  |
| 2019 （第54屆） | 《時光台灣》／財團法人公共電視文化事業基金會                                                  |
| 2019 （第54屆） | 《電視音樂專輯》／羅亦娌、郭延恭、黃介筠、謝淯羽、劉法蓉、客家電視台                          |
| 2019 （第54屆） | 《聲林之王》／東森新媒體控股股份有限公司、量子娛樂製作股份有限公司                            |
| 2020 （第55屆） | 《我在市場待了一整天》／財團法人公共電視文化事業基金會                                        |
| 2020 （第55屆） | 《想見你》／香港商福斯傳媒有限公司台灣分公司、三鳳有限公司                                    |
| 2020 （第55屆） | 《一呼百應之揪團大考驗》／財團法人公共電視文化事業基金會                                      |
| 2020 （第55屆） | 公視新創電影《4X相識—前世情人的情人》／財團法人公共電視文化事業基金會、十三行娛樂國際有限公司 |
| 2020 （第55屆） | 《全家有智慧》／財團法人公共電視文化事業基金會-公視臺語台、三鳳有限公司                       |
| 2021 （第56屆） | 《全明星運動會》／臺灣電視事業股份有限公司、三立電視股份有限公司、好看娛樂製作股份有限公司    |
| 2021 （第56屆） | 《不羈─臺灣百年流變與停泊》／十月影視有限公司                                                 |
| 2021 （第56屆） | 《今天誰來店》／巧克科技新媒體股份有限公司                                                    |
| 2021 （第56屆） | 《菱格世代DD52》／野火娛樂製作有限公司、聯聯看娛樂文化股份有限公司                            |
| 2021 （第56屆） | 《群山之島與不去會死的他們》／叄喜映畫股份有限公司、財團法人公共電視文化事業基金會            |

### 一般節目類節目創新獎（第57屆）
| 年度 （屆數）   | 電視作品                                                                             |
| --------------- | ------------------------------------------------------------------------------------ |
| 2022 （第57屆） | 《公視主題之夜SHOW》／財團法人公共電視文化事業基金會                                 |
| 2022 （第57屆） | 《你的島嶼我的家》／阿洛無限有限公司                                                 |
| 2022 （第57屆） | 《HiHi導覽先生》／財團法人公共電視文化事業基金會-公視臺語台、奇妙創造股份有限公司    |
| 2022 （第57屆） | 《大嘻哈時代》／聯鑫行銷股份有限公司、三立電視股份有限公司、好看娛樂製作股份有限公司 |

### 節目類創新獎（第58屆～至今）
| 年度 （屆數）   | 電視作品                                                                                            |
| --------------- | --------------------------------------------------------------------------------------------------- |
| 2023 （第58屆） | 《為你唱情歌 A Song For You》／踢帕娛樂股份有限公司、金星娛樂事業股份有限公司、吉利娛樂事業有限公司 |
| 2023 （第58屆） | 《FeatChill フィーチャ》／安大風有限公司                                                            |
| 2023 （第58屆） | 《沒事別聽古典樂》／鏡電視股份有限公司                                                              |
| 2023 （第58屆） | 《回到小學那1天》／三立電視股份有限公司、怡佳娛樂經紀股份有限公司                                   |
| 2023 （第58屆） | 《換個爸媽過幾天》／財團法人公共電視文化事業基金會                                                  |
| 2024 （第59屆） | 《換個爸媽過幾天》／財團法人公共電視文化事業基金會                                                  |
| 2024 （第59屆） | 《沈睡的水下巨人》／動能意像製作有限公司                                                            |
| 2024 （第59屆） | 《海洋日記》／財團法人富邦文教基金會、財團法人公共電視文化事業基金會、先決影像製作有限公司          |
| 2024 （第59屆） | 《群山之島與不去會死的他們2 》／財團法人公共電視文化事業基金會、叄喜映畫股份有限公司                |
| 2024 （第59屆） | 《騎吧！哈林小隊》／好看娛樂製作股份有限公司、臺灣電視事業股份有限公司                              |
| 2025 （第60屆） | |
|                 | |
|                 | |
|                 | |
|                 | |

## 外部連結
- 廣播電視金鐘獎官方網站 （页面存档备份，存于）
- 歷屆電視金鐘獎得獎入圍名單 （页面存档备份，存于），文化部影視及流行音樂產業局